# کاژیمیرش پشیبیش
کاژیمیرش پشیبیش (لهستانی: Kazimierz Przybyś؛ زادهٔ ۱۱ ژوئیهٔ ۱۹۶۰) بازیکن فوتبال اهل لهستان بود.
از باشگاه‌هایی که در آن بازی کرده‌است می‌توان به باشگاه فوتبال شلاسک وروتسواف و باشگاه فوتبال ویدزف ووچ اشاره کرد.
وی همچنین در تیم ملی فوتبال لهستان بازی کرده‌است.